# Sambal (tambor)

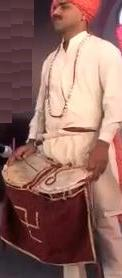

Un sambal  es un instrumento membranófono tradicional del oeste de India. Consiste en dos tambores de madera unidos por un lado, con un parche de piel estirado en sus bocas superiores. Un tambor es más alto en afinación que el otro. Este instrumento es tocado con dos baquetas de madera, una de ellas teniendo una extremidad circular. El sambal es también un tambor tradicional del pueblo gondhali y del pueblo konkani. Utilizado por los sirvientes de la diosa Mahalaxmi Devi, se emplea en la puja gondhal.